# ミルトン (哺乳びん消毒液)
ミルトン（英語: Milton）は、杏林製薬が販売している哺乳瓶の消毒液のブランド名である。
日本では1998年8月から現在まで杏林製薬が製造販売元であるが、元々は日本ヴイックス→P&Gヘルスケア→マックスファクター（現：P&Gプレステージ）が販売していた。

## 概要

### 誕生
1916年にイギリスで誕生した。ミルトンという名称は、その発祥の地であるミルトン・カンパニー研究所が、詩人ジョン・ミルトンが『失楽園』を執筆した家のある場所にあったことに由来する。ミルトンの消毒液は第一次世界大戦で火傷を治療するための消毒剤として最初に使用され、その後も一般的な消毒液として使用された。
1943年にイギリスの病院で新生児下痢症が集団発生し、調査により罹患児全員が哺乳瓶を1ヶ所に集めて調乳したものを使用していたことが分かり、その後スプーンで授乳させたところ集団罹患の発生は収まった。ミルトン・カンパニー研究所は細菌学的調査を行い、哺乳瓶の洗浄不十分によりミルクの薄い被膜ができ、煮沸により固まり細菌にとって絶好の繁殖場所となることが分かった。そのような問題を解決するため、加熱しないで哺乳瓶を衛生的に保つ簡単な方法として消毒液が開発された。
ミルトンは現在、イギリス、フランス、ドイツ、スペイン、イタリア、アイルランド、日本、オーストラリア、ニュージーランド、南アフリカなどで発売されている。

### 日本での販売
日本でミルトンが輸入販売されたのは、1960年代前半。米国の医薬品会社リチャードソン・ヴイックスの日本法人だった日本ヴイックスから販売された。
その後、日本ヴイックスが1985年P&Gの傘下に入り、1988年にP&Gヘルスケアに社名変更されると、それ以後はP&Gの製品として販売された。そして1994年に、P&GヘルスケアがP&Gの傘下にあったマックスファクターに吸収合併され、マックスファクターのP&Gヘルスケア事業部となったが、引き続きP&Gの製品として販売された。
1998年、P&Gは世界的により成長の可能性のある製品に焦点を当てるグローバル戦略に基づき、「ミルトン」の日本における事業の売却を検討していた。そこで、ミルトンの事業買収に名乗りをあげたのが、杏林製薬だった。
杏林製薬は、以前から感染症領域を事業の柱の一つとしており、合成抗菌剤(ニューキノロン薬)等の開発を行っており、事業領域を「治療」から「予防」にまで拡大・強化すべく事業開発に取り組んでいた。そのため、杏林製薬としては、日本国内におけるミルトンの販売権を取得することで、感染症関連事業の領域拡大につながり、大衆薬事業の強化に繋がると判断し、P&Gグループのマックスファクター（当時）から、1998年9月30日に商標権・販売権などミルトンの全事業を譲り受けることになった。
なお、杏林製薬は事業譲渡後の2019年にミルトンシリーズから派生された赤ちゃん用洗濯洗剤「ハグゥ」を販売している。

## 現在発売されている製品
- ミルトン【第2類医薬品】 - 1998年にP&Gグループから日本での「ミルトン」事業を承継し、取り扱いを開始。次亜塩素酸ナトリウムを配合した哺乳瓶・乳首・器具用消毒液。水で希釈し、溶液につける。450ml、1000mlのほかに、医療施設向けの3000mlもラインナップする。
- Milton CP - 2008年2月発売。ジクロルイソシアヌル酸ナトリウムを配合した錠剤タイプの哺乳瓶・乳首用除菌剤。「ミルトン」同様、水に溶かした後で溶液に浸す。本品は誤飲防止のため「CP（チャイルドプルーフ）シート」が採用されており、P&Gグループから承継された同類製品の「ミルトンタブレット」とは異なり家庭用品の扱いとなり、ベビー用品専門店など医薬品を取り扱わない店舗にも販路を拡大した。発売当初は18錠も設定されていたが、現在（2020年11月時点）では36錠と60錠の2容量が設定されている。
- ミルトン専用容器 - 「ミルトン」同様にP&Gグループからの事業承継により取扱を開始。「ミルトン」や「Milton CP」の溶液の調製や浸漬の際に使用する専用容器。浮き上がり防止用の落としブタと溶液に触れずに取り出す際のトング（哺乳ビンバサミ）が同梱する。また、光に弱く分解される性質がある溶液を守るため、「ミルトン」のボトルと同じブルーの容器が採用されている。
- 洗剤Milton 哺乳びん・さく乳器・野菜洗い - 2016年6月発売。哺乳瓶や搾乳器などの授乳用品や離乳食器・離乳食用の野菜・果物の洗浄にも使用可能なポンプタイプの専用洗剤。
- Milton うるおい手指消毒ジェル【指定医薬部外品】 - 2020年8月発売（ベビー用品専門店先行発売）。ベンザルコニウム塩化物にヒアルロン酸ナトリウムを配合した手指消毒剤。携帯用の60mlとポンプタイプの285mlがあり、60mlにはホルダー付も設定される（製造販売元：大阪製薬）。

### 旧P&Gの商品関連
- ミューズ - 2008年にレキットベンキーザー・ジャパンに事業譲渡された薬用石鹸。元々、P&Gの日本法人の母体の1つだったミツワ石鹸の商品。
- クレアラシル - 2000年にブーツ・ヘルスケアに事業譲渡されたニキビ治療薬。その後、2006年にミューズと同様にレキットベンキーザーに譲渡された。
- コーラック - 1997年に大正製薬に事業譲渡された便秘薬。こちらもミルトン同様、P&Gヘルスケア（旧日本ヴイックス）の商品だった。
- ヴイックス メディケイテッド ドロップ - 2002年に同じく大正製薬に事業譲渡されたのど治療薬。P&Gヘルスケア（旧日本ヴイックス）時代の名称は「ヴィックス コフドロップ」だった。
- ヴイックスヴェポラッブ - 2002年に同じく大正製薬に事業譲渡された塗布風邪薬。P&Gヘルスケア（旧日本ヴイックス）の商品の1つだった。
- アテント - 2007年に大王製紙（エリエール）に事業譲渡された介護用紙おむつ。
- プリングルズ - 2012年にケロッグに事業譲渡されたポテトチップス。日本でも現在は日本ケロッグが販売している。
- マックスファクター - 2015年にアメリカの香水会社コティに事業譲渡された化粧品ブランド。杏林製薬に事業譲渡されるまでのミルトンの販売元。